# Kineska tisa
Kineska tisa (lat. Taxus wallichiana, sin. Taxus celebica), kineska tisa je veliki, ukrasni zimzeleni grm ili stablo iz porodice tisovki (Taxaceae), rašireno u Kini na visinama do 900 metara (3000 stopa). Stablo je visoko do 14 m (46 stopa), široko i grmoliko kada se uzgaja. Listovi su dugi do 4 centimetra (1 1/2 inča) — širi od listova većine drugih tisa — i često završavaju vrlo malim, oštrim vrhom. Donja strana svakog lista ima dvije široke žute pruge i gusto je prekrivena sitnim izbočinama.
Osim u Kini raste i po Afganistanu, Tibetu, Filipinima, Pakistanu, Nepalu, Butanu. Mjanmaru, Tajlandu, Laosu, Sumatri, Celebesu, Vijetnamu.

## Vanjske poveznice
|  | Zajednički poslužitelj ima još gradiva o temi Taxus wallichiana |
|  | Wikivrste imaju podatke o taksonu Taxus wallichiana             |